# Gesetz-Bülletin des Großherzogthums Berg
Das Gesetz-Bülletin des Großherzogthums Berg (frz. Bulletin des Lois du Grand-Duché de Berg, auch: Gesetz-Bulletin des Großherzogtums Berg) war das amtliche Gesetzblatt für das Großherzogtum Berg. Da das Großherzogtum seit dem 15. Juli 1808 von Napoleon geführt wurde, trug es den aus dem Französischen entlehnten Titel: Bulletin.
Es erschien in deutscher und französischer Sprache vom 3. November 1810 bis zum August 1813 in Düsseldorf bei der Großherzoglich-Bergische Regierungs-Buchdruckerey. Der Text der Gesetze und Verordnungen ist so angeordnet, dass jeweils der deutsche Text auf der linken Seite und der französische Text auf der rechten Seite zu lesen ist. Die Herausgabe war von Napoleon am 3. November 1809 angeordnet worden.

## Erscheinungsweise
Da das Großherzogtum Berg bereits seit 1808 von Napoleon regiert wurde, das Bulletin selbst aber erstmals erst im Herbst 1810 erscheinen konnte, war es notwendig, die bis zum ersten Erscheinen erlassenen Gesetze in einer besonderen Sammlung voranzustellen. Dies erfolgte in zwei Bänden.
Der erste Band erschien als „Erste Abtheilung“ (Première série). Diese erste Abteilung wurde in zwei Teilen ausgeliefert. Nach der Anweisung an die Buchbinder sollte der als Anhang bezeichnete zweite Teil dem ersten Teil beigebunden werden. Dies ist nicht überall geschehen, sodass in manchen Bibliotheken die erste Abteilung in zwei Bänden vorliegt. Die 16 in die erste Abteilung aufgenommenen Dekrete sind in römischen Zahlen durchnummeriert.
Der zweite Band enthält die Gesetze bis zum ersten Erscheinen als „Zweyte Abtheilung“ (Deuxième sèrie), in der die Bulletins Nr. 1 bis 8 zusammengefasst wurden. Dabei fand eine zweifache Zählung in der Weise statt, dass einerseits die Hefte als Bulletin fortlaufend nummeriert wurden, andererseits die Dekrete, von denen meist mehrere in ein Bulletin aufgenommen worden sind, ebenfalls, aber abweichende fortlaufende Nummern erhielten.
Die fortlaufende Publikation der Gesetze in Heftform erfolgte dann ohne Angabe der Abteilung, aber unter Fortführung der begonnenen Zählung. Die Bulletins wurden je nach Umfang in einzelnen Bänden mit eigener Seitenzählung zusammengefasst. Das letzte enthaltene Dekret stammt vom 12. August 1813.

## Inhalt
Das Gesetz-Bulletin enthält u. a. folgende für die Geschichte des Großherzogtums, aber teilweise auch für die Geschichte der Nachfolgeterritorien wichtige Rechtsvorschriften:
- 1. Bd. Nr. V. Decret, über die Eintheilung des Großherzogthums Berg, vom 14. November 1808. Die Einteilung und die folgende Verwaltungs-Ordnung wirkte auf der Ebene der Gemeinden insbesondere in der Provinz Westfalen und in der Rheinprovinz noch bis zur Einführung der Amtsverfassung fort.
- 1. Bd. N.° VII. Decret, die Verwaltungs-Ordnung des Großherzogthums Berg enthaltend, vom 18. Dezember 1808.
- 2. Bd. Bull. Nr. 18 Decret Nr. 52 über die Organisation der Justiz. Hiermit wird die bisherige Gerichtsorganisation aufgehoben und die Gewaltenteilung eingeführt.
- 2. Bd. Bull. Nr. 18 Decret Nr. 53 über die Territorial-Eintheilung der Grafschaft Recklinghausen

## Übersicht
- 1. Bd.: Erste Abtheilung, des Gesetz-Bülletins; die Seit dem 15ten July 1808, Abtretungs-Epoche des Großherzogthums an S.K.K. Majestät; Bis zum 3ten November 1809, als Zeitpunkt der Einführung eines Gesetzbülletins, Herausgekommenen Gesetze und Decrete enthaltend. - 1810
- 2. Bd.: Zweyte Abtheilung des Gesetz-Bülletins enthaltend die seit dem 3ten November 1809 bis zum 8ten November 1810 einschließlich, verkündigten kaiserlichen Decrete: Bull. Nr. 1-8. - 1810
- 3. Bd. Bull. Nr. 9-26: Dekret Nr. 27-72. - 1811
- 4. Bd. Bull. Nr. 27: Dekret Nr. 73. - 1811. - enthält: Civil-Proceßordnung
- 5. Bd. Bull. Nr. 28: Dekret Nr. 74. - o. J. - enthält: Handels-Gesetzbuch
- 6. Bd. Bull. Nr. 29. - 1811: [ohne Dekretangabe]. - enthält: Gesetzbuch über das gerichtliche Verfahren in Strafsachen
- 7. Bd. Bull. Nr. 30. - 1811: [ohne Dekretangabe]. - enthält: Strafgesetzbuch
- 8. Bd. Bull. Nr. 31: Dekret Nr. 79-84. - 1811
- 9. Bd.
  - Bull. Nr. 32-33: Dekret Nr. 85-87. - 1811
  - Bull. Nr. 34-38: Dekret Nr. 88-102. - 1812
  - Bull. Nr. 39-52: Dekret Nr. 103-145. - 1813